# Terricula violetana
Terricula violetana är en fjärilsart som beskrevs av Kawabe 1964. Terricula violetana ingår i släktet Terricula och familjen vecklare. Inga underarter finns listade i Catalogue of Life.